# Arthur Honegger
Arthur Honegger, född 10 mars 1892 i Le Havre, död 27 november 1955 i Paris, var en schweizisk tonsättare verksam i Frankrike.

## Biografi
Honeggers föräldrar kom från Schweiz och han själv förblev schweizisk medborgare livet ut, trots att Frankrike var det land där han både var född och levde större delen av sitt liv. Honegger var medlem av gruppen Les Six, liksom bland andra Francis Poulenc. De vände sig mot romantiken och impressionismen och ville föra in vardagen i musiken och på scenen. Honegger ägnade sig mycket åt etisk och religiös spekulation och flera av hans verk är mellanting mellan opera och oratorier. Han är en av den moderna musikens förgrundsgestalter.
I sina tidigare verk var han påverkad av Schönberg och Stravinskij. Sitt genombrott fick han med oratoriet Le roi David för recitation, soli, kör och orkester. För scenen komponerade han operor som Antigone (text av Jean Cocteau efter Sofokles), operetter som till exempel Les aventures du roi Pausole (text efter Pierre Louÿs roman). Operan L'aiglon och operetten Les petites Cardinal skrev han tillsammans med Ibert. Han komponerade också flera baletter och musik till skådespel och filmer.
Till höjdpunkterna i Honeggers skapande hör oratorierna Jeanne d'Arc på bålet (Jeanne d'Arc au bûcher) och Danse des morts, båda skrivna i samarbete med Paul Claudel. I sina orkesterverk Pacific 231 och Rugby anslöt han till 1920-talets experiment med rytmer och "maskinmusik". Han skrev även sviter och andra orkesterverk och konserter för olika instrument. Symfoni nr 5 Di tre re har fått sitt namn efter de tre pukslag på tonen d som avslutar varje sats.

## Verkförteckning

### Orkesterverk
- Pastorale d’été (cirka 1920)
- Movements symphoniques:
  - Pacific 231 (1923)
  - Rugby (1928)

### Symfonier
- Symfoni nr 1 (1930)
- Symfoni nr 2 för stråkorkester och trumpet (1941)
- Symfoni nr 3 Liturgique (1945–46)
- Symfoni nr 4 Deliciae Basilienses (1946)
- Symfoni nr 5 Di tre re (1950)

### Konserter
- Konsert för piano och orkester (1924)
- Kammarkonsert för flöjt, engelskt horn och stråkorkester (1929)
- Konsert för cello (1948)

### Operor
- Judith (libretto: René Morax) (1926)
- Antigone (libretto: Jean Cocteau efter Sofokles) (1927)
- L'Aiglon (samarbete med Jacques Ibert) (1937)

### Operetter
- Kung Pausoles äventyr (1934), libretto: Albert Willermetz, efter Pierre Louÿs roman Les Aventures du roi Pausole (1901)
- Les petites Cardinals (samarbete med Jacques Ibert) (1938)

### Oratorier
- Le roi David, (Konung David) (1921)
- Le cris du monde (1931)
- Jeanne d'Arc au bûcher, (Jeanne d'Arc på bålet), mysteriespel, (libretto: Paul Claudel) (konsertversion 1938; operaversion 1942)